# 国鉄7350形蒸気機関車

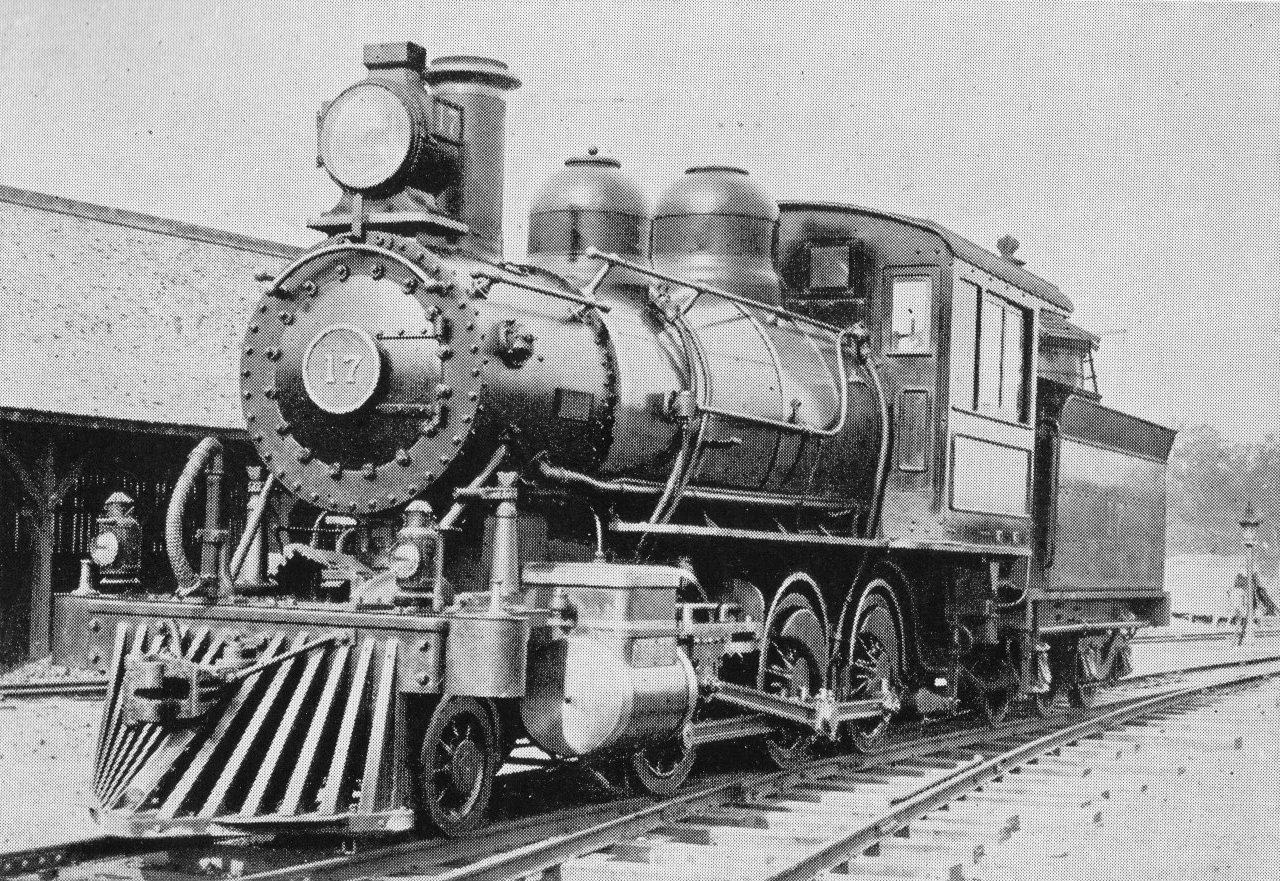
北海道官設鉄道17（後の鉄道院7350）

7350形は、かつて日本国有鉄道の前身である鉄道院、鉄道省に在籍したテンダ式蒸気機関車である。

## 概要
元は、北海道官設鉄道がアメリカのロジャーズ・ロコモティブ・ワークスから1902年（明治35年）に6両（製造番号5703 - 5708）を輸入した、車軸配置2-6-0(1C)単式2気筒の飽和式機関車である。1901年（明治34年）6月北海道官設鉄道は機関車6両他鉄道用品の入札を告知した。
同年4月にニューヨーク支店を開業したばかりの大倉組はこれを受注するべく各機関車メーカーに見積もりをとることになった。当時のアメリカの主要メーカはアルコ、ボールドウィン、ロジャースであった。ところがアルコは前身のスケネクタディが三井物産と取引があり、ボールドウィンもフレーザー商会と取引があったため見積もりをとることができなかった。そこでのこったロジャースより見積もり金額を得て入札。大倉組は機関車、車輪、車軸、弾機を落札した。納期は旭川渡しで1902年2月（4両）、4月（2両）であった。しかし当時アメリカのメーカはどこも繁忙で納期が延びており延滞金が発生するおそれがあった。ちょうどストライキが発生したことを理由にすべて6月まで納期が延長されることになった。1905年の北海道官設鉄道の国有鉄道への編入にともなって、国有鉄道籍を得たものである。北海道官設鉄道時代はB4形（17 - 22）と称したが、官設鉄道（鉄道作業局）編入後はEe形と称した。1909年（明治42年）の鉄道院の車両形式称号規程制定にともなって、7350形（7350 - 7355）と改番された。
形態的には典型的アメリカ古典機スタイルである。ボイラーはワゴントップ式で第1缶胴上に砂箱、第2缶胴上に蒸気ドームが設置されている。炭水車の台車は3軸片ボギー式で、ボギー台車は釣合梁式である。
北海道官設鉄道では旭川に配置され、官設鉄道編入後は中湧別、落合、下富良野に移動した。晩年は入換用となり、全車が手宮で使用されていた。廃車は1937年（昭和12年）12月で、全車が解体された。

## 主要諸元
- 全長 : 13,989mm
- 全高 : 3,632mm
- 最大幅 : 2,438mm
- 軌間 : 1,067mm
- 車軸配置 : 2-6-0(1C)
- 動輪直径 : 1,067mm
- 弁装置 : スチーブンソン式アメリカ形

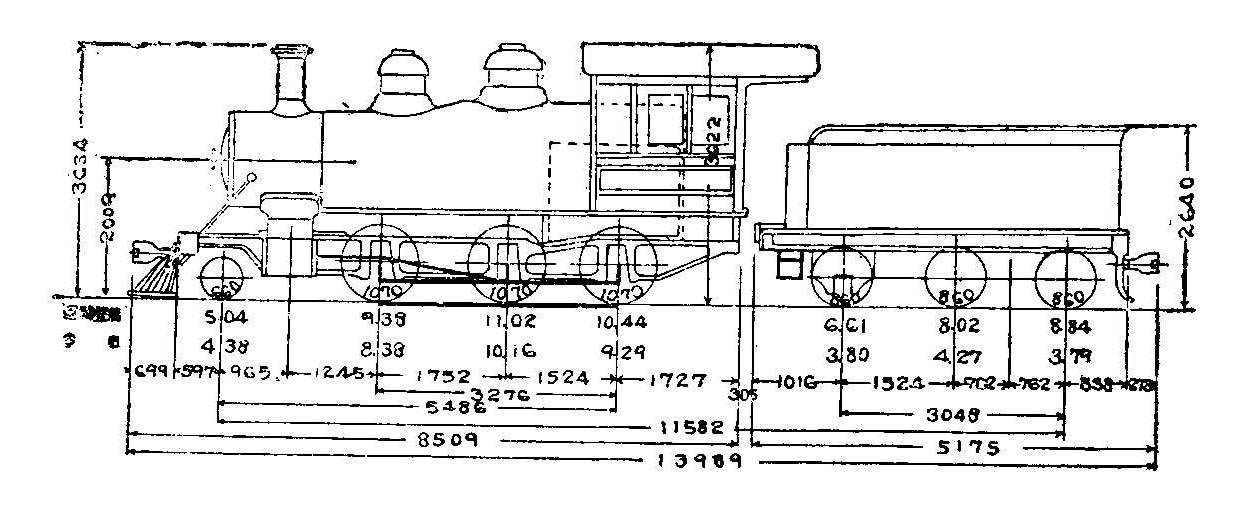
形式図

- シリンダー（直径×行程） : 381mm×457mm
- ボイラー圧力 : 11.3kg/cm2
- 火格子面積 : 1.33m2
- 全伝熱面積 : 89.4m2
  - 煙管蒸発伝熱面積 : 81.9m2
  - 火室蒸発伝熱面積 : 7.5m2
- ボイラー水容量 : 3.4m3
- 小煙管（直径×長サ×数） : 45mm×3073mm×191本
- 機関車運転整備重量 : 35.83t
- 機関車空車重量 : 32.21t
- 機関車動輪上重量（運転整備時） : 30.84t
- 機関車動輪軸重（第2動輪上） : 11.02t
- 炭水車運転整備重量 : 23.47t
- 炭水車空車重量 : 11.86t
- 水タンク容量 : 9.5m3
- 燃料積載量 : 2.52t
- 機関車性能
  - シリンダ引張力（0.85p）: 5,920kg
- ブレーキ装置 : 手ブレーキ、真空ブレーキ